# 4-es metró (Nanking)
A nankingi metróhálózat 4-es jelzésű vonala Lungcsiangot és a Hszianlinhu állomást köti össze. A vonal hossza 33,8 kilométer, amin 18 állomás található. Átadására 2017. január 18-án került sor.

## Állomáslista
|                                                |                  |            |                        |
| Lungcsiang (Longjiang)                         | 龙江             |            | Kulou (Gulou)          |
| NME/JSSNU/Caocsangmen (NAU/JSSNU/Caochangmen)  | 南艺/二师/草场门 |            | Kulou (Gulou)          |
| Jünnanlu (Yunnanlu)                            | 云南路           |            | Kulou (Gulou)          |
| Kulou (Gulou)                                  | 鼓楼             | 1-es vonal | Kulou (Gulou)          |
| Csimingszi (Jimingsi)                          | 鸡鸣寺           | 3-as vonal | Hszüanvu (Xuanwu)      |
| Csiuhuasan (Jiuhuashan)                        | 九华山           |            | Hszüanvu (Xuanwu)      |
| Kangcicun (Gangzicun)                          | 岗子村           |            | Hszüanvu (Xuanwu)      |
| Csiangvangmiao (Jiangwangmiao)                 | 蒋王庙           |            | Hszüanvu (Xuanwu)      |
| Vangcsiavan (Wangjiawan)                       | 王家湾           |            | Hszüanvu (Xuanwu)      |
| Csüpaosan (Jubaoshan)                          | 聚宝山           |            | Hszüanvu (Xuanwu)      |
| Szuning Központ/Hszücsuag (Suning HQ/Xuzhuang) | 苏宁总部/徐庄    |            | Hszüanvu (Xuanwu)      |
| Csinmalu (Jinmalu)                             | 金马路           | 2-es vonal | Csihszia (Qixia)       |
| Hujtunglu (Huitonglu)                          | 汇通路           |            | Csiangning (Jiangning) |
| Lingsan (Lingshan)                             | 灵山             |            | Csiangning (Jiangning) |
| Tungliu (Dongliu)                              | 东流             |            | Csiangning (Jiangning) |
| Mengpej (Mengbei)                              | 孟北             |            | Csihszia (Qixia)       |
| Hszikanghuasu (Xiganghuashu)                   | 西岗桦墅         |            | Csiangning (Jiangning) |
| Hszianlinhu (Xianlinhu)                        | 仙林湖           |            | Csihszia (Qixia)       |
|                                                |                  |            |                        |

## Fordítás
- Ez a szócikk részben vagy egészben  a   Line 4, Nanjing Metro című angol Wikipédia-szócikk ezen változatának fordításán alapul.  Az eredeti cikk szerkesztőit annak laptörténete sorolja fel. Ez a jelzés csupán a megfogalmazás eredetét és a szerzői jogokat jelzi, nem szolgál a cikkben szereplő információk forrásmegjelöléseként.
- Ez a szócikk részben vagy egészben  a(z)   南京地铁4号线 című kínai Wikipédia-szócikk ezen változatának fordításán alapul.  Az eredeti cikk szerkesztőit annak laptörténete sorolja fel. Ez a jelzés csupán a megfogalmazás eredetét és a szerzői jogokat jelzi, nem szolgál a cikkben szereplő információk forrásmegjelöléseként.